# Сибери
Сибери (англ. Seabury; ирл. Seabury) — пригород в Ирландии, находится в графстве Фингал (провинция Ленстер).

## Местоположение
Северная граница пригорода Сибери проходит приблизительно по эстуарию реки Бромедоу, с востока территория Сибери ограничена мостом Бэррек, с юга — автодорогой Малахайд-Сордс. Жилищный фонд пригорода насчитывает около 900 домов, строительство которых велось в периоде с 1984 года до начала 1990-х годов.